# Kljapinka
Kljapinka (ryska: Кляпинка) är ett vattendrag i Belarus. Det ligger i den östra delen av landet, 240 km öster om huvudstaden Minsk.
I omgivningarna runt Kljapinka växer i huvudsak blandskog. Runt Kljapinka är det glesbefolkat, med 16 invånare per kvadratkilometer.